# В плену надежды
«В плену надежды» — британский мелодраматический фильм Уильяма Николсона.

## Сюжет
Стареющий мужчина по имени Эдвард планирует оставить свою жену, с которой живёт уже около 30 лет, и говорит об этом своему сыну, который приезжает к ним в гости…

## В ролях
| Актёр         | Роль      |
| ------------- | --------- |
| Аийша Харт    | Джесс     |
| Аннетт Бенинг | Грейс     |
| Билл Найи     | Эдвард    |
| Джош О’Коннор | Джеми     |
| Николас Блейн | священник |
| Роуз Кигэн    | портье    |
| Николас Барнс | Гэри      |
| Деррен Литтен |           |
| Стивен Пэйси  |           |
| Сэлли Роджерс | Анжела    |